# Matthew Morison
Pour les articles homonymes, voir Morison.
Matthew Morison, né le 7 avril 1987  à Oshawa, est un snowboardeur canadien. Spécialisé dans les épreuves de slalom et slalom géant parallèles, il a notamment obtenu une médaille de bronze lors des championnats du monde 2009 à Gangwon (Corée du Sud) derrière le Canadien Jasey Jay Anderson et le Français Sylvain Dufour, il a également remporté trois épreuves de coupe du monde - les trois en slalom géant parallèle - et compte huit podiums en tout (six en slalom géant, deux en slalom). Par ailleurs, il a remporté un titre de champion du monde junior de slalom parallèle en 2007 à Bad Gastein (Autriche) accompagné d'une médaille d'argent en slalom géant.

## Palmarès

### Championnats du monde de snowboard
- Championnats du monde 2009 à Gangwon (Corée du Sud) :
  -  Médaille de bronze en slalom géant parallèle.

### Coupe du monde
- Meilleur classement au général : 6e en 2008.
- Meilleur classement de parallèle : 4e en 2008.
- 8 podiums (6 en slalom géant parallèle et 2 en slalom parallèle) dont 3 victoires (toutes en slalom géant parallèle).